# Joan Francesc Dalmau Llagostera
Joan Francesc Dalmau Llagostera  (Miralcamp, Pla d'Urgell, 4 d'abril de 1968) és un escriptor i poeta català. Ha publicat tant obra narrativa com poesia i, més recentment, obra teatral, i ha estat distingit amb diversos premis literaris.

## Biografia
Va començar la seva carrera artística als dotze anys en petits festivals i programes infantils de ràdio. Es reunia casualment amb amics amb els quals van muntar les anomenades Mostres de Música i Cançó. Va entrar a l'Institut i un any després en va sortir. Va passar un temps molt breu a l'Aula Municipal de Teatre de Lleida. Va presentar per primer cop les seves cançons a l'homenatge "Tot recordant a Xesco Boix", que té lloc a Balaguer l'abril del 1985. Mostra per primer cop les seves inquietuds literàries amb Transficció (1988), un breu recull de contes sense pretensions, força influenciat per la figura de Pere Calders i prologat per Xavier Macià. Fins dotze anys més tard no apareix la seva primera obra, el poemari "Només respiren" (Premi les Talúries, 2000).

## Obra
Narrativa
- Transficció (1988)
- Per darrere i a les fosques (2001)
- Ni viu ni mort (2003)
- Carta (blanca) als fills (2004)
- Cupido i el misogin (2004)
- La pell dels altres (2006)
- La mort d'Abel Moustaki (2022)[5]
- El mirall de Kalanos (2024)[6]

Poesia
- La malícia dels mots (2017)

- Només respiren (2000)

Teatre
- El retrovisor (2011)

## Premis rebuts
- Premi de poesia "Les Talúries" (2000)
- Premi de narrativa Mn. Romà Comamala (2003)
- Premi de novel·la Ramon Roca Boncompte (2006)
- Premi de conte Alella a Guida Alzina (2007)
- Premi de teatre "La Carrova" (2009)
- Premi de narrativa Vila de Puçol (2023)